# Young gods (Major Dundee)
Young gods is een cd van de Nederlandse countryband Major Dundee uit 2005. Op het album staan duetten met Pussycat, Toni Willé. Henk Wijngaard en Ruud Hermans (ex-The Tumbleweeds) en daarnaast nummers die door de leadzanger Dick van Altena zijn gezongen. Het nummer Somewhere someone met Pussycat werd uitgebracht op een single. Het album werd geproduceerd door Adri-Jan Hoes.

## Nummers
| #   | nummer                   | duur | duet               |
| --- | ------------------------ | ---- | ------------------ |
| 1.  | Shadows in the night     | 3:10 |                    |
| 2.  | Juliet                   | 2:50 |                    |
| 3.  | Somewhere someone        | 4:19 | met Pussycat       |
| 4.  | Mi corazon               | 3:22 | met Ruud Hermans   |
| 5.  | Li'l voices              | 3:51 |                    |
| 6.  | Rolling along            | 3:30 | met Henk Wijngaard |
| 7.  | Chromen cowboys          | 4:15 |                    |
| 8.  | Slowtrain                | 3:09 |                    |
| 9.  | Celebratin' the blues    | 2:26 | met Toni Willé     |
| 10. | You ain't what you ain't | 2:33 |                    |
| 11. | No secret                | 4:18 |                    |
| 12. | I miss the rain          | 3:18 |                    |
| 13. | Cottonfields             | 3:07 |                    |
| 14. | Young gods               | 3:12 |                    |